# Shōnen maid
Shōnen maid (少年メイド?, Shōnen meido, lett. "Il ragazzo cameriera") è un manga scritto e disegnato da Ototachibana, serializzato sul B's-Log Comic di Enterbrain dal 12 marzo 2008 al 1º marzo 2017. Un adattamento anime, prodotto da 8-Bit, è stato trasmesso in Giappone tra il 7 aprile e il 30 giugno 2016.

## Trama
Dopo la tragica morte della madre, Chihiro Komiya, orfano al quarto anno di scuola elementare, si ritrova senza parenti stretti e senza nemmeno un posto dove vivere. Tutto cambia quando incontra Madoka Takatori, un giovane benestante ma eccentrico che si rivela essere lo zio perduto da tempo della famiglia materna; quando Madoka si accorge che Chihiro non ha un altro posto dove andare, decide di accogliere il ragazzo a vivere con lui. Tuttavia, quando Chihiro vede la grande villa dello zio in disordine e piena di rifiuti, decide di assumere il ruolo di governante ufficiale di Madoka, indossando un'elegante uniforme da cameriera e ricevendo una paghetta mensile.

## Personaggi

Chihiro nell'anime

Chihiro Komiya (小宮 千尋?, Komiya Chihiro)
Doppiato da: Houko Kuwashima (drama-CD), Natsumi Fujiwara (anime)
Uno studente di scuola elementare che inizia a lavorare come domestico nella casa del suo ricco zio dopo la morte di sua madre. È un maniaco delle pulizie e un cuoco eccezionale ed è spesso severo nei confronti di suo zio, tuttavia con il tempo si affezionerà a lui. Nonostante la giovane età è molto maturo, dato che gli è stato insegnato da sua madre che coloro che non lavorano non mangiano; sa essere anche un tipo amichevole ed estremamente indipendente. A volte è testardo e ha un carattere irascibile, ma queste parti del suo carattere emergono quasi sempre nei confronti dello zio. Essendo cresciuto in povertà, ha l'abitudine di non chiedere mai agli altri le cose che vorrebbe, ma con il tempo imparerà a fare affidamento e dipendere da suo zio. È molto intelligente, prende sempre il massimo dei voti a scuola e la sua aspirazione è quella di diventare il barone d'albergo.
Madoka Takatori (鷹取 円?, Takatori Madoka)
Doppiato da: Takahiro Mizushima (drama-CD), Nobunaga Shimazaki (anime)
L'eccentrico zio di Chihiro, crea vestiti e costumi. Tende ad essere pigro, accomodante e fa spesso una gran confusione in casa, ma si prende cura di suo nipote ed è una persona veramente gentile e bonaria. Ama i gatti, ma ne è allergico, e non ama i cani a causa di un trauma infantile. Si rivela impacciato con le persone che non conosce e non è aggiornato sulla cultura popolare, questo per via del fatto che non possiede una TV in casa, ma alla fine provvederà ad acquistarne una. Non è pignolo quando si parla di cibo e sa cucinare molto bene i dolci. Ama particolarmente creare dei fronzoli per i suoi abiti. Non va d'accordo con la madre, Kazusa Takatori, a causa di una brutta esperienza infantile, ma capirà quanto quest'ultima tenga a lui.
Keiichirō Shinozaki (篠崎 桂一郎?, Shinozaki Keiichirō)
Doppiato da: Yoshimasa Hosoya (drama-CD), Tomoaki Maeno (anime)
È il segretario di Madoka che si assicura che faccia i costumi che gli vengono richiesti nei tempi previsti. È serio ma gentile e tratta Chihiro in modo amichevole. Ama il sushi e il budino ed è stato con Madoka (insieme ad una giovane Chiyo e Miyako) fin dall'infanzia. Non gli piace l'eccentricità e la pigrizia di Madoka e lo rimprovera sempre quando questi porta dei gatti randagi in casa. Va d'accordo con Chihiro, comportandosi come un secondo genitore poiché sono entrambi seri, laboriosi e piuttosto maturi. Sembra ignaro (o finge) dei sentimenti che prova Miyako per lui.
Miyako Ōtori (凰 美耶子?, Ōtori Miyako)
Doppiata da: Madoka Yonezawa (drama-CD), Yui Makino (anime)
Una giovane e simpatica ragazza, erede di una famiglia nobile, precedentemente fidanzata con Madoka quando suo nonno e l'ex capo della famiglia Ōtori erano amici prima che suo padre interrompesse il loro rapporto a causa dello stesso Madoka. Si sente limitata da suo padre e si chiede se sia egoista fare di testa propria anziché fare come suo padre le dice, ma Chihiro la incoraggia a seguire il suo cuore. È innamorata di Keiichirō ed è una cuoca formidabile, specializzata in cucina occidentale e nei budini (principalmente perché è il piatto preferito di Keiichirō), ma tende a fare confusione quando cucina, poiché ha imparato a cucinare da Madoka, inoltre non è molto brava a fare le pulizie. Nel corso della serie Chihiro, le insegnerà a cucinare ed a pulire. Ha un cane di nome Antaro che le è stato donato da Chihiro. È una buona amica di Madoka e Chihiro.
Ryūji (竜児?)
Doppiato da: Natsuki Hanae
Il membro più giovane di un gruppo di idol chiamato Uchouten boys. È il membro più giovane ed è un tipo cordiale e un po' infantile, ma odia essere trattato come un bambino. Si reca da Madoka per chiedergli un cambio del design dei suoi vestiti di scena in quanto voleva smettere di sembrare un bambino indossando dei pantaloncini, ma lo stilista rifiuterà l'idea. Successivamente si rende conto di essere "costretto" ad indossare dei pantaloncini poiché le sue gambe vengono considerate attraenti dai fan e che non dovrebbe aver paura di metterle in mostra, e per questo verrà aiutato da Chihiro e Madoka. Nonostante sia un idol, non ha lo stesso talento dei suoi compagni, ma è un gran lavoratore. A volte è smemorato e un po' goffo.
Hayato (隼人?)
Doppiato da: Taku Yashiro
Il leader del gruppo idol Uchouten boys. È un ragazzo alto con i capelli neri, bello e maturo per la sua età. vede Ryuji come un fratello minore. Quando è stressato, gioca con i capelli di Ryuji, che trova come ottimi sostituiti alla pelliccia di un gatto che aveva quando era bambino.
Ibuki (伊吹?)
Doppiato da: Kazutomi Yamamoto
Un altro membro degli Uchouten boys. È un ragazzo dall'aspetto principesco che nasconde un carattere focoso ma che sa prendersi cura dei suoi compagni.
Yūji Hino (日野 祐司?, Hino Yūji)
Doppiato da: Yūki Kaji (drama-CD), Mitsuki Saiga (anime)
Uno dei tre amici di Chihiro nonché suo migliore amico. Vive in una famiglia di falegnami di numerose dimensioni dove è uno dei sei figli, si preoccupa per Chihiro quando a questi muore la madre, rivelandosi molto leale nei suoi confronti. Ha i capelli d'argento e ha tre cani. Adora il cibo piccante ed i film horror ed è anche un buon amico di Madoka, che ha conosciuto in quanto i suoi famigliari hanno lavorato come giardinieri di quest'ultimo per anni.
Chiyo Komiya (小宮 千代?, Komiya Chiyo)
Doppiata da: Yukari Tamura
L'eccentrica madre di Chihiro da cui quest'ultimo ha una profonda somiglianza. Ha interrotto i rapporti con la sua famiglia dopo aver disonorato suo padre dando alla luce un bambino con un uomo a cui si è opposto al suo matrimonio. Suo marito è morto poco dopo la nascita di Chihiro. Ha vissuto una vita povera ma felice con suo figlio, ma è morta di infarto a causa del superlavoro. Il suo motto era "coloro che non lavorano non mangiano" ed era pessima ai fornelli tranne che per il tamagoyaki.
Kazusa Takatori (鷹取 一砂?, Takatori Kazusa)
Doppiata da: Yoshiko Sakakibara
La madre di Madoka e Chiyo e la nonna di Chihiro. Secondo Keiichirō, i due non andavano d'accordo, anche prima che Chiyo se ne andasse. Si imbarazza sempre quando Chihiro la osserva mentre cerca di accarezzare un gatto.
Yukito Amahara (アマハラゆきと?, Amahara Yukito)
Doppiato da: Asuna Tomari
Un compagno di classe e amico di Chihiro. Ha i capelli castano rossastri e gli occhi arancioni.
Hiroshi Takei (武井ヒロシ?, Takei Hiroshi)
Doppiato da: Kaede Hondo
Un altro compagno di classe e amico di Chihiro. Ha i capelli verde scuro, gli occhi verde oliva e indossa gli occhiali.
Yuu Nomura (野村ゆう?, Nomura Yuu)
Doppiata da: Mikako Izawa
Una compagna di classe di Chihiro; è innamorata di Chihiro e durante la festa di san Valentino riuscirà a consegnarli dei cioccolatini. Ha i capelli viola scuro, spesso legati in una coda di cavallo.
Hanako Hino (日野花子?, Hino Hanako)
Doppiata da: Akiko Yajima
Una delle sorelle Yūji Hino. È una bambina felice e vivace che ama le principesse e le ragazze magiche. Non le piace quando le persone scoprono i segreti altrui.

## Media

### Manga
Il manga, scritto e disegnato da Ototachibana, è stato serializzato sulla rivista B's-Log Comic di Enterbrain dal 12 marzo 2008 al 1º marzo 2017. I vari capitoli sono stati raccolti in dieci volumi tankōbon, pubblicati tra il 1º dicembre 2008 e il 1º aprile 2017.

#### Volumi
| Nº | Data di prima pubblicazione              | Data di prima pubblicazione                                                 | Data di prima pubblicazione |
| Nº | Giapponese                               | Giapponese                                                                  |                             |
| -- | ---------------------------------------- | --------------------------------------------------------------------------- | --------------------------- |
| 1  | 1º dicembre 2008                         | ISBN 978-4-7577-4599-5                                                      |                             |
| 2  | 1º giugno 2009                           | ISBN 978-4-7577-4939-9                                                      |                             |
| 3  | 1º febbraio 2010                         | ISBN 978-4-04-726219-5                                                      |                             |
| 4  | 28 febbraio 2011                         | ISBN 978-4-04-727057-2                                                      |                             |
| 5  | 29 dicembre 2011                         | ISBN 978-4-04-727715-1                                                      |                             |
| 6  | 1º aprile 2013 (ed. regolare e speciale) | ISBN 978-4-04-728846-1 (ed. regolare) ISBN 978-4-04-728847-8 (ed. speciale) |                             |
| 7  | 1º febbraio 2014                         | ISBN 978-4-04-729430-1                                                      |                             |
| 8  | 1º novembre 2014                         | ISBN 978-4-04-730025-5                                                      |                             |
| 9  | 1º aprile 2016                           | ISBN 978-4-04-734026-8                                                      |                             |
| 10 | 1º aprile 2017                           | ISBN 978-4-04-734552-2                                                      |                             |

### Anime
Un adattamento anime, prodotto da 8-Bit e diretto da Yūsuke Yamamoto, è andato in onda dal 7 aprile al 30 giugno 2016. Le sigle di apertura e chiusura sono rispettivamente innocent promise dei Trustrick e Zutto Only You (ずっとOnly You?) degli Uchōten Boys (Kazutomi Yamamoto, Natsuki Hanae e Taku Yashiro). In America del Nord, Irlanda e Regno Unito i diritti sono stati acquistati da Funimation, mentre in Australia e Nuova Zelanda gli episodi sono stati trasmessi in streaming in simulcast da AnimeLab.

#### Episodi
| Nº | Titolo italiano (traduzione letterale) Giapponese 「Kanji」 - Rōmaji                                                                                        | In onda        | In onda |
| Nº | Titolo italiano (traduzione letterale) Giapponese 「Kanji」 - Rōmaji                                                                                        | Giapponese     |         |
| 1  | Chi non lavora, non mangia! 「はたらかざるもの食うべからず！」 - Hatarakazaru mono kuubekarazu!                                                             | 7 aprile 2016  |         |
| 2  | Il fallimento è la madre del successo 「しっぱいは成功の母」 - Shippai wa seikō no haha                                                                     | 21 aprile 2016 |         |
| 3  | Se dai da mangiare a un cane per tre giorni, ti sarà riconoscente per tre anni 「いぬは三日飼えば三年恩を忘れぬ」 - Inu wa mikka kaeba sannen on o wasurenu | 28 aprile 2016 |         |
| 4  | Ciò che piace si fa bene 「好きこそ物の上手なれ」 - Suki koso mono no jōzu nare                                                                             | 5 maggio 2016  |         |
| 5  | Un uomo non viene mai meno alla parola data 「男子の一言、金鉄の如し」 - Danshi no hitokoto, kintetsu no gotoshi                                            | 12 maggio 2016 |         |
| 6  | Anche un incontro fortuito è voluto dal destino 「袖振り合うも多生の縁」 - Sode furiau mo tashō no en                                                       | 19 maggio 2016 |         |
| 7  | Il sapere non si ottiene in un sol giorno 「学問は一日にしてならず」 - Gakumon wa ichinichi ni shite narazu                                                 | 26 maggio 2016 |         |
| 8  | Il diavolo sorride quando parli dell'anno che segue 「来年を言えば鬼が笑う」 - Rainen o ieba oni ga warau                                                   | 2 giugno 2016  |         |
| 9  | La carità offre sempre una ricompensa 「情けは人の為ならず」 - Nasake wa hito no tamenarazu                                                                 | 9 giugno 2016  |         |
| 10 | Non c'è freddo o caldo che regga oltre l'equinozio 「暑さ寒さも彼岸まで」 - Atsusa samusa mo higan made                                                     | 16 giugno 2016 |         |
| 11 | Ragazzino, sii orgoglioso 「少年よ、大志を抱け」 - Shōnen yo, taishi o dake                                                                                 | 23 giugno 2016 |         |
| 12 | Tutto è bene quel che finisce bene 「終わり良ければすべて良し」 - Owari yokereba subete yoshi                                                               | 30 giugno 2016 |         |

## Accoglienza
Nel marzo 2018 si è tenuto un sondaggio sul sito Goo Ranking riguardante i personaggi maid più amati dai giapponesi e Chihiro Komiya è arrivato al nono posto con 97 voti.